# اوگنیان نیکولوف
اوگنیان وِلیکوف نیکولوف (بلغاری: Огнян Великов Николов؛ زادهٔ ۱۳ ژوئن ۱۹۴۹)؛ ورزشکار آزادکار بازنشسته اهل بلغارستان است.
وی در مسابقات کشوری و بین‌المللی در مجموع برندهٔ ۱ مدال طلا، ۲ مدال نقره، ۲ مدال برنز شده‌است.